# Tambo

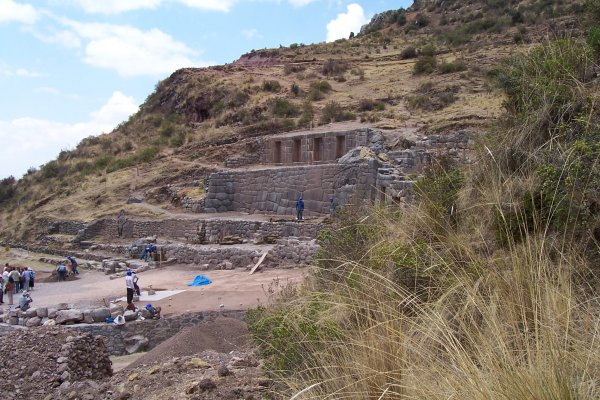
Tambo

La civilització de l'Imperi Inca anomenava tambo (del quítxua: tanpu, «magatzem») tant als albergs com als magatzems que es repartien al llarg dels camins inques cada 20 o 30 quilòmetres (una jornada de camí a peu).
La seva funció principal era albergar als chasquis (missatgers) i als representants dels governadors, que recorrien aquests camins de cap a cap mitjançant una xarxa única de camins. A més de servir de refugi als viatgers i als comerciants, se sap que els tambos també eren centres d'emmagatzematge d'aliments, llana, llenya o altres materials bàsics per a la supervivència. D'aquesta manera, en èpoques de penúries climàtiques o desastres naturals, els tambos alimentaven i proveïen d'alguns materials als llogarets més propers.
Com l'agricultura era la principal font d'alimentació dels inques, l'administració de l'Imperi Inca va establir aquests llocs com a rebost on es podia guardar aliments per a casos d'emergència, assegurant així el benestar de la població.

## Sistema de construcció
La pedra era el material més important per a construir les estructures dels inques, ja que segons ells dintre de la pedra vivien esperits (pedra sagrada o huaca). Aquest respete per la pedra i als seus poders va fer que els inques treballessin bé la pedra.
Els tambos es construïen aprofitant els forats de les muntanyes i edificaven amb parets de pedra i un sostre per protegir-lo de la inclemència del temps de la serralada dels Andes.
Les dues tècnicas més conegudes utilitzades per la construcció dels tambos són:
- El rústic o pirca (del quítxua: pirqa, «paret o mur»): Fet amb pedres aspres tallades i acomodades sense molta cura; els espais buits estaven plens amb abundants pedres petites i fang. Aquest tipus es va usar per a la construcció de terrasses, magatzems i cases per a la gent comuna.

- El tipus d'Enchased (encastat): Fet amb pedres ígnies i pedres de major grandària per contenir la força que exerceix la terra sobre el mur.

## Tambos importants en els camins inques
- Camata Tambo
- Tambo de Conchuca
- Tambo Reial d'Huancabamba
- Ollantaytambo

## Tambos en Xile
La ubicació d'aquests tambos fa referència als camins inques que recorrien des de Bolívia fins a Xile seguint dues rutes: la costanera i la de la muntanya. El tambo descobert més al sud és el Tambo Pirque, situat a la vora del riu maipo amb un antic pont penjant que uneix les dos ribes del riu.